# Adam Ferrara
Adam Ferrara (Nueva York, Estados Unidos, 2 de febrero de 1966) es un actor y comediante estadounidense que desempeñó el papel de jefe de «Needles» Nelson de la serie de FX Rescue Me y el de «El demoledor» en Top Gear.

## Biografía
Ferrara creció en Huntington Station, Nueva York, en una familia de ascendencia italiana. Está casado con la actriz indie Alex Tyler, quien se encuentra en la portada de su comedia de DVD Funny as Hell. Ha actuado en Comedy Central Presents, y ha sido dos veces nominado para el American Comedy Award por Mejor Actor. Ferrara frecuentemente realiza apariciones en Caroline's en el Comedy Cellar, ambos en Manhattan. También viaja mucho, realiza apariciones en varios clubs alrededor del país. Ha hecho muchas actuaciones en The Tonight Show, Late Night with David Letterman y Comedy Central. También realizó una actuación especial en la serie animada de Comedy Central Shorties Watchin' Shorties en 2004. Ferrara actuó en la comedia del canal Comedy Central llamada Funny As Hell y lanzó un DVD el mismo día.
Apareció en The Tony Kornheiser Show el 24 de enero de 2013. Ferrara es el anfitrión de la versión estadounidense del programa Top Gear.

## Filmografía
| Año          | Título                                               | Rol                     | Observaciones                                             |
| ------------ | ---------------------------------------------------- | ----------------------- | --------------------------------------------------------- |
| 1993         | Flying Blind                                         | Gerald                  | 1 episodio                                                |
| 1996–1998    | Caroline in the City                                 | Pete Spadaro            | 3 episodios                                               |
| 1997         | Social Studies                                       | Dan Rossini             | 2 episodios                                               |
| 1997         | Dads                                                 | Carl Sr.                |                                                           |
| 1999         | The Love Boat: The Next Wave                         | Stan                    | 1 episodio                                                |
| 2001–2002    | The Job                                              | Tommy Manetti           | 19 episodios                                              |
| 2003         | Ash Tuesday                                          | Greg                    |                                                           |
| 2003         | Law & Order                                          | Monty Bender            | 1 episodio                                                |
| 2004         | Noise                                                | Young Detective         |                                                           |
| 2004–2007    | The King Of Queens                                   | Various characters      |                                                           |
| 2006         | The Last Request                                     | Cousin Frank            |                                                           |
| 2006         | A Merry Little Christmas                             | Donnie Manning          |                                                           |
| 2006–2011    | Rescue Me                                            | Chief 'Needles' Nelson  | Personaje recurrente                                      |
| 2008         | Definitely, Maybe                                    | Gareth                  |                                                           |
| 2009         | Paul Blart: Mall Cop                                 | Sergeant Howard         |                                                           |
| 2009         | Winter of Frozen Dreams                              | Burr                    |                                                           |
| 2009         | The Unusuals                                         | Vice Detective #2       | Episodio piloto                                           |
| 2009         | Around The Block                                     | Sean                    |                                                           |
| 2009         | Ugly Betty                                           | Sammy                   | 1 episodio: Blue on Blue (Ugly Betty)                     |
| 2009         | The Pack                                             | Cassidy                 |                                                           |
| 2009         | Dirty Movie                                          | Dr. Feelgood            |                                                           |
| 2010         | Dennis Leary & Friends Presents: Douchebags & Donuts | Él mismo                |                                                           |
| 2010–Present | Top Gear                                             | Presentador             |                                                           |
| 2013         | Nurse Jackie                                         | Frank Verelli           |                                                           |
| 2014         | Hell's Kitchen                                       | Él mismo                | Temporada 13 Episodio 4: "15 Chefs Compete"               |
| 2017         | Kevin Can Wait                                       | Bill                    | Episodio: "Choke Doubt"                                   |
| 2017         | Mentes criminales                                    | Bob Hammond             | Episodio: "Hell's Kitchen"                                |
| 2018         | The Good Fight                                       | Officer Glasser         | Episodio: "Day 436"                                       |
| 2018         | Deception                                            | Officer Howie Maslin    | Episodio: "Getting Away Clean"                            |
| 2018         | Little Italy                                         | Salvatore "Sal" Angioli |                                                           |
| 2019         | Why Women Kill                                       | Leo Mosconi             | Episodio: "Murder Means Never Having to Say You're Sorry" |
| 2021, 2024   | NCIS                                                 | Sammy                   | 2 episodios                                               |
| 2023         | FBI                                                  | Detective Nick Zito     | Episodio: "Privilege"                                     |
| 2025         | Elsbeth                                              | Gene Genetti Sr.        | Episodio: "Scenes from an Italian Restaurant"             |
| 2025         | Nonnas                                               | Arthur Romano           |                                                           |